# Spritzenhaus Pohrsdorf

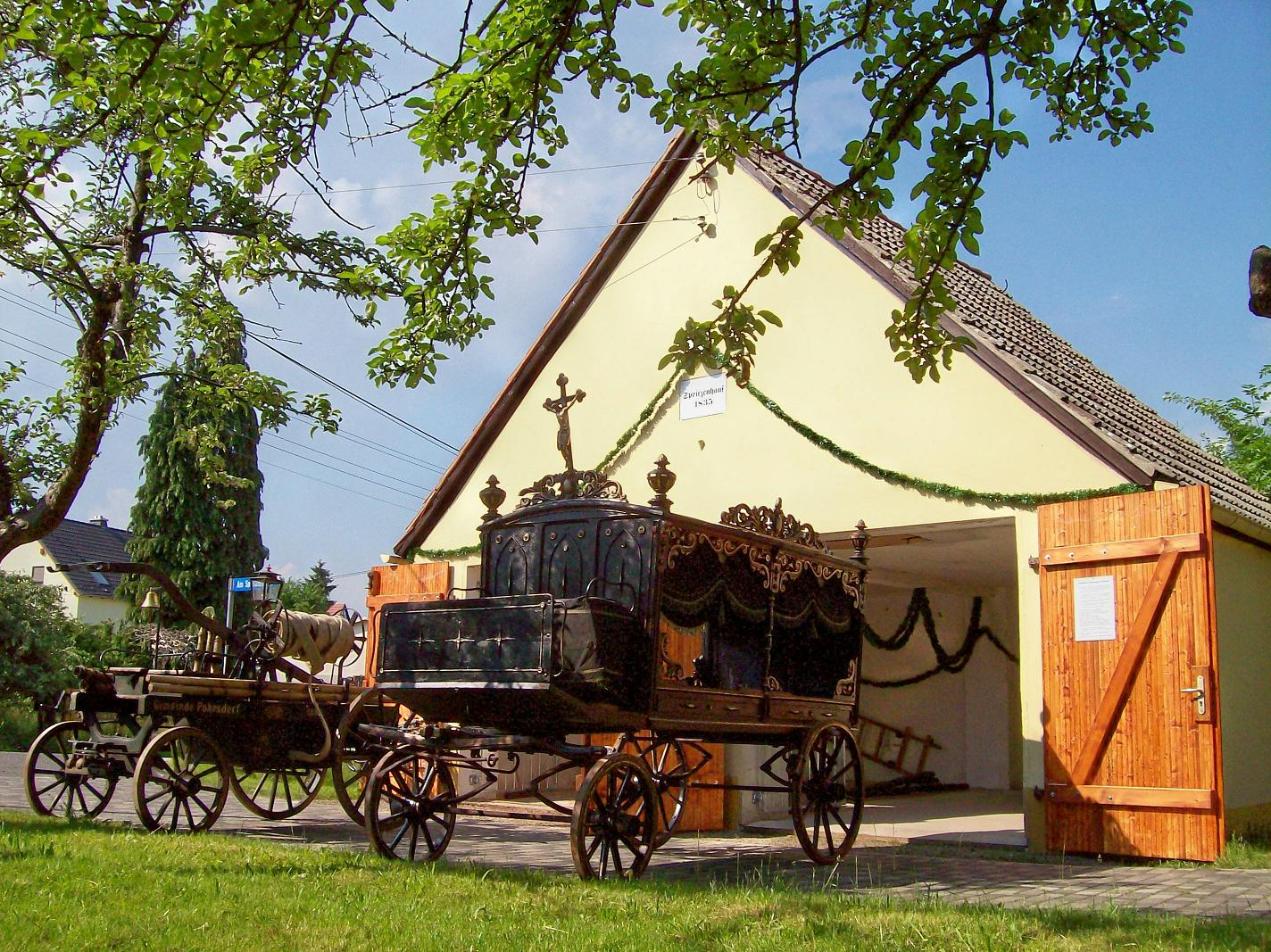
Vorderansicht mit Feuerwehr und Leichenwagen

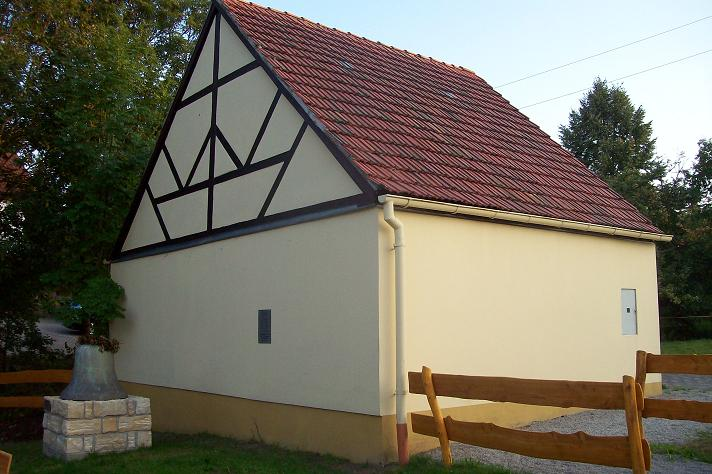
Rückansicht mit kleiner Glocke der Kirche Fördergersdorf von 1956

Das Spritzenhaus Pohrsdorf befindet sich in der Ortsmitte von Pohrsdorf am Tharandter Wald im Landkreis Sächsische Schweiz-Osterzgebirge. Es ist ein seltenes Zeugnis des dörflichen Feuerlösch- und Bestattungswesens in Sachsen. 

## Beschreibung
Das Spritzenhaus wurde 1835 mit der Hausnummer 43 für die Löschgeräte des Ortes errichtet. Mit dem Anbau eines Leichenwagenlokals an das Spritzenhaus in Pohrsdorf erfolgte dort ab 1869 die Unterstellung des schon vorhandenen Leichenwagens. Bis heute ist das Spritzenhaus, welches traditionell auch als Ortsgefängnis diente, original als massiv aus örtlichem Sandstein errichteter, eingeschossiger Putzbau mit Satteldach und Fachwerkgiebel erhalten. Das Landesamt für Denkmalpflege Sachsen verzeichnet deshalb dieses Gebäude als Kulturdenkmal.
Informationstafeln informieren an den i. d. R. sonntags geöffneten Türen über das dörfliche Feuerlösch- und Bestattungswesen als Erläuterung zu den dort ausgestellten, originalen Sachzeugen.

## Feuerlöschwesen
Im 18. Jahrhundert erfolgte in Pohrsdorf die Anschaffung der ersten Handdruckspritze, zu der, laut einer undatierten Aufstellung, noch 6 Feuerleitern, 26 Feuerhaken, 29 lederne Wasser- und Feuereimer sowie 20 Handspritzen gehörten.
Die erste Erwähnung der Feuerwehr mit großer Handdruckspritze und Zubehör ist aus dem Jahr 1783 bekannt, da jeder Grundstückskäufer im Ort auch eine Zahlung an die Feuergerätekasse zu entrichten hatte und jeder erwachsene Mann zum Löscheinsatz verpflichtet war.
Aus dem Jahr 1861 ist der erste Nachweis über kostenpflichtige Einsätze der Feuerwehr in den Nachbargemeinden Herzogswalde, Oberhermsdorf und Hintergersdorf (heute Kurort Hartha) bekannt.
Die Anschaffung der bis heute im Spritzenhaus eingestellten Handdruckspritze von der Königlich-Sächsischen Feuerspritzenfabrik G. H. Händel aus Dresden erfolgte 1885 mit der Seriennummer 2469. Sie wurde von zwei Pferden gezogen.
Mit der Neuorganisation des Feuerlöschwesens durch die Gründung der Pflichtfeuerwehr 1890 bestand diese aus 2 Spritzenmeistern, 2 Spritzenwärtern und 16 Löschmannschaften – gebildet von den Einwohnern, die als letzte im Ort ein Grundstück erworben hatten, darunter 1905 sechs Frauen, sowie Kennzeichnung mit Feuerlöschzeichen – rote Blechschilder mit weißer Beschriftung Nr. 1–16 für die Löschmannschaften an Lederriemen, die am rechten Arm getragen wurden.
Die Freiwillige Feuerwehr wurde 1940 mit folgender Ausrüstung gegründet: Handdruckspritze von 1885, 6 Feuerhaken, 3 Feuerleitern und 10 Löscheimer. 1942 wurde die Handdruckspritze durch eine Motorspritze abgelöst. 1943 erfolgte die Gründung einer aktiven Frauengruppe der Feuerwehr im Zweiten Weltkrieg, die bis 1945 im Einsatz war.
Der letzte Brandeinsatz der Handdruckspritze war im Winter 1946 am Pohrsdorfer Rand (zu Fördergersdorf) wegen des Ausfalls der Motorspritze. Die Handdruckspritze mit Zubehör von 1885 ist bis heute funktionstüchtig und wird von den Kameraden der Freiwilligen Feuerwehr Pohrsdorf gepflegt sowie bei Veranstaltungen originalgetreu vorgeführt.

## Bestattungswesen
1349, als Pohrsdorf erstmals urkundlich erwähnt wurde, gehörte der Ort zur Pfarre Grumbach. Die Verstorbenen trug man auf dem noch heute vorhandenen Kirchweg dorthin. Die Pohrsdorfer Chronik berichtet: „Starb jemand, so musste aus jedem Haus mindestens eine Person mitgehen. Die Nachbarn schaufelten das Grab und trugen auch die Leiche.“ 1780 stellte man einen Trägerwechselstein (Stein der Ruhe) am Kirchweg zwischen Hintergersdorf (heute Kurort Hartha) und Fördergersdorf auf, insgesamt gab es drei dieser Steine, weshalb als nachgewiesen gilt, dass Ende des 18. Jahrhunderts die Verstorbenen in dieser Region noch zum Friedhof getragen wurden.
Der ausgestellte Leichenwagen stammt von Tanneberg aus dem Jahr 1890 (Dauerleihgabe Fam. Guntram Lucius), zwei Pferde zogen ihn.
Im Jahre 1908 gehörten folgende Punkte zu einer christlichen Bestattung:
- Anforderung der Leichenwäscherin bzw. Heimbürgin
- Aufbahrung der Verstorbenen für 3 Tage im Sterbehaus
- Meldung eines Sterbefalles bei Pfarramt und der Kirchschule mit der standesamtlichen Sterbeurkunde und Angabe der Hinterbliebenen zur Festsetzung der Begräbnisstunde
- Mitteilung der Sargmaße an den Totenbettmeister
- Herstellung des Sarges beim örtlichen Tischler
- Ausläuten der Verstorbenen am Tage vor dem Begräbnis
- Transport der Verstorbenen mit dem Leichenwagen zum Friedhof
- Glockenläuten zum Begräbnis, das spätestens am 4. Tag nach dem Tod in der Regel mit Wortverkündung, Gebet und Segen stattfand
- öffentliche Beerdigungen waren in der Regel um 3 Uhr nachmittags
- Beiwohnen der Beerdigung in würdiger Kleidung und mit ernsthafter Haltung

Die Glocke zur Begleitung des Trauerzuges war seit 1911 am Pohrsdorfer Schulhaus angebracht und wurde vom Gemeindediener geläutet, solange der Leichenwagen noch nicht die Ortsgrenze nach Grumbach erreicht hatte. Seit 1959 wechselte Pohrsdorf die Pfarre und nutzte dann den Friedhof in Fördergersdorf. 1966 fand die letzte bekannte Fahrt des Pohrsdorfer Leichenwagens zu einem Begräbnis in Fördergersdorf statt.
Hinter dem Spritzenhaus steht seit Herbst 2008 als Denkmal die ehemalige kleine Klangstahlglocke von 1956 aus dem Geläut der Kirche Fördergersdorf, dass wieder mit Bronzeglocken läutet.